# Arktisk Station
Arktisk Station er en feltstation i det centrale Vestgrønland lidt nord for bysamfundet Qeqertarsuaq, der ejes og drives af Det Natur- og biovidenskabelige Fakultet på Københavns Universitet. Arktisk Station er en af få naturvidenskabelige feltstationer nord for polarcirklen, der fungerer hele året. Feltstationen ligger på øen Disko og vender ud mod Davis Strædet. Arktisk Station blev bygget i 1906 af botanikeren Morten Pedersen Porsild med midler fra Justitsråd Axel Holck indtil stationen kom på finansloven. Københavns Universitet overtog feltstationen i 1953.
Indtil 1978 blev feltstationen udelukkende benyttet til biologisk forskning, men i dag benyttes Arktisk Station til at fremme og udføre arktisk forskning inden for både biologi, geografi og geologi. I den senere tid har interessen for klima- og miljøforandringer medført, at arktisk forskning har fået fornyet værd, da viden om flora, fauna og landskabsudvikling i Arktis er afgørende. I sommerperioden er der kun begrænset mulighed for turistrundvisninger, mens det på andre tider af året generelt er muligt for større grupper af få en guidet rundvisning.
Arktisk Station stiller et laboratorie, et bibliotek og udstyr såsom mikroskoper og radioer til rådighed. Derudover råder stationen over en forsknings- og rejsekutter, to joller, to snescootere og en bil. I 2022 genåbnede feltstationen efter at have været lukket i flere år først på grund af coronapandemien og siden hen på grund af en omfattende renovering. Som følge heraf er antallet af sengepladser udvidet, forskningsudstyret er moderniseret og der er bygget et lager.
Arktisk Station ledes af et råd, der nedsættes af fakultetet. Arktisk Stations Råd består af fire faglige repræsentanter samt et medlem udpeget af fakultetet. Rådet understøttes af et sekretariat på Frederiksberg. Der bor fast en stationsleder, en stationsforvalter og en skibsfører på feltstationen.